# Bienal Internacional de Quadrinhos
Bienal Internacional de Quadrinhos foi um evento brasileiro dedicado às histórias em quadrinhos, realizado em 1991, 1993 e 1997.
A primeira edição da Bienal ocorreu entre 7 e 17 de novembro de 1991. O evento, organizado pela empresa Ayuri Editorial, contando também como apoio da Devir e Gibiteria Bárbaras Magias ocorreu em dezesseis lugares do Rio de Janeiro, sendo que os principais eventos foram realizados na Fundição Progresso, Casa França-Brasil, MAM, Casa de Rui Barbosa e Centro Cultural Banco do Brasil. O evento também contou com a presença de artistas internacionais como Will Eisner, Moebius e Sergio Bonelli. O evento recebeu 400 mil visitantes.
A segunda edição da Bienal ocorreu novamente no Rio de Janeiro, entre 11 e 21 de novembro. O evento ocorreu em doze lugares da cidade e teve recorde de público. Ao término do evento, já havia a previsão da terceira edição em 1995, novamente no Rio, mas ela acabou não se concretizando por falta de patrocínio, tendo sido realizada apenas em outubro de 1997, dessa vez em Belo Horizonte. Essa foi a última edição da Bienal, que veio a ser substituída pelo Festival Internacional de Quadrinhos a partir de 1999.
As três edições da Bienal Internacional de Quadrinhos receberam o prêmio de "Grande contribuição" no Troféu HQ Mix, respectivamente em 1992, 1994 e 1998.

## Protótipo do FIQ
A terceira edição da Bienal ocorreu em Belo Horizonte, com uma programação de exposições e debates dividida entre a Serraria Souza Pinto e o Centro Cultural da UFMG, e foi um protótipo do que mais tarde viria a ser o Festival Internacional de Quadrinhos. 
O cartaz da 3a Bienal foi desenhado pelo americano Joe Kubert e o convidado homenageado do evento foi o cartunista mineiro Ziraldo. O quadrinista americano Will Eisner também deu uma palestra no Espaço Luminis como parte dos eventos da Bienal. Os cartunistas franceses presentes no evento (Jano, Frank Margerin, etc) também fizeram uma apresentação musical na Serraria Souza Pinto.